# Krzysztof Dmitruk
Krzysztof Maria Dmitruk (ur. 6 października 1939 w Lublinie, zm. 8 maja 2020) – polski literaturoznawca, prof. dr hab.

## Życiorys
Był synem Stanisława Dmitruka i Henryki Dmitruk, z d. Sulińskiej.
Był absolwentem I Liceum Ogólnokształcącego im. Stanisława Staszica w Lublinie (1957) i studiów polonistycznych na Uniwersytecie Marii Curie-Skłodowskiej (1962). Po studiach rozpoczął pracę na macierzystej uczelni, w Katedrze Historii Literatury Polskiej. W 1969 obronił pracę doktorską Twórczość Ludwika Stanisława Licińskiego napisaną pod kierunkiem Janiny Garbaczowskiej. W 1975 został pracownikiem Instytutu Badań Literackich Polskiej Akademii Nauk, w Pracowni Badań Kultury Literackiej. Tam w 1981 uzyskał stopień doktora habilitowanego na podstawie pracy Literatura – społeczeństwo – przestrzeń. Przemiany układu kultury literackiej. Od 1981 kierował Pracownią Badań Kultury Literackiej IBL, w 1987 został pracownikiem Pracowni Literatury Oświecenia IBL. 14 lipca 1992 nadano mu tytuł profesora w zakresie nauk humanistycznych.
W 1958 debiutował jako poeta w Kamenie, pierwszy artykuł naukowy opublikował w 1959, w 1962 otrzymał nagrodę Życia Literackiego za pracę „Z problemów młodej prozy polskiej lat 1956–1959. Poza rozprawą habilitacyjną opublikował także książkę Współczesne polskie koncepcje kultury (1990) oraz kilkadziesiąt artykułów naukowych.
Pracował także w Instytucie Filologii Polskiej na Wydziale Humanistycznym Akademii Pedagogicznej im. Komisji Edukacji Narodowej w Krakowie, w Instytucie Filologii Polskiej na Wydziale Filologicznym Uniwersytetu Rzeszowskiego.
Był członkiem Komitetu Nauk o Literaturze Polskiej Akademii Nauk (od 1981), Polskiego Towarzystwa Semiotycznego (od 1976).